# 盧特西亞酒店
盧特西亞酒店是位於法國首都巴黎6區的的一座酒店。盧特西亞酒店是巴黎左岸地區最知名的酒店之一。在二戰期間，盧特西亞酒店曾經容納了眾多難民，在法國二戰史中扮演了重要角色。聖热纳维耶芙圖書館收藏有約200萬份文件。

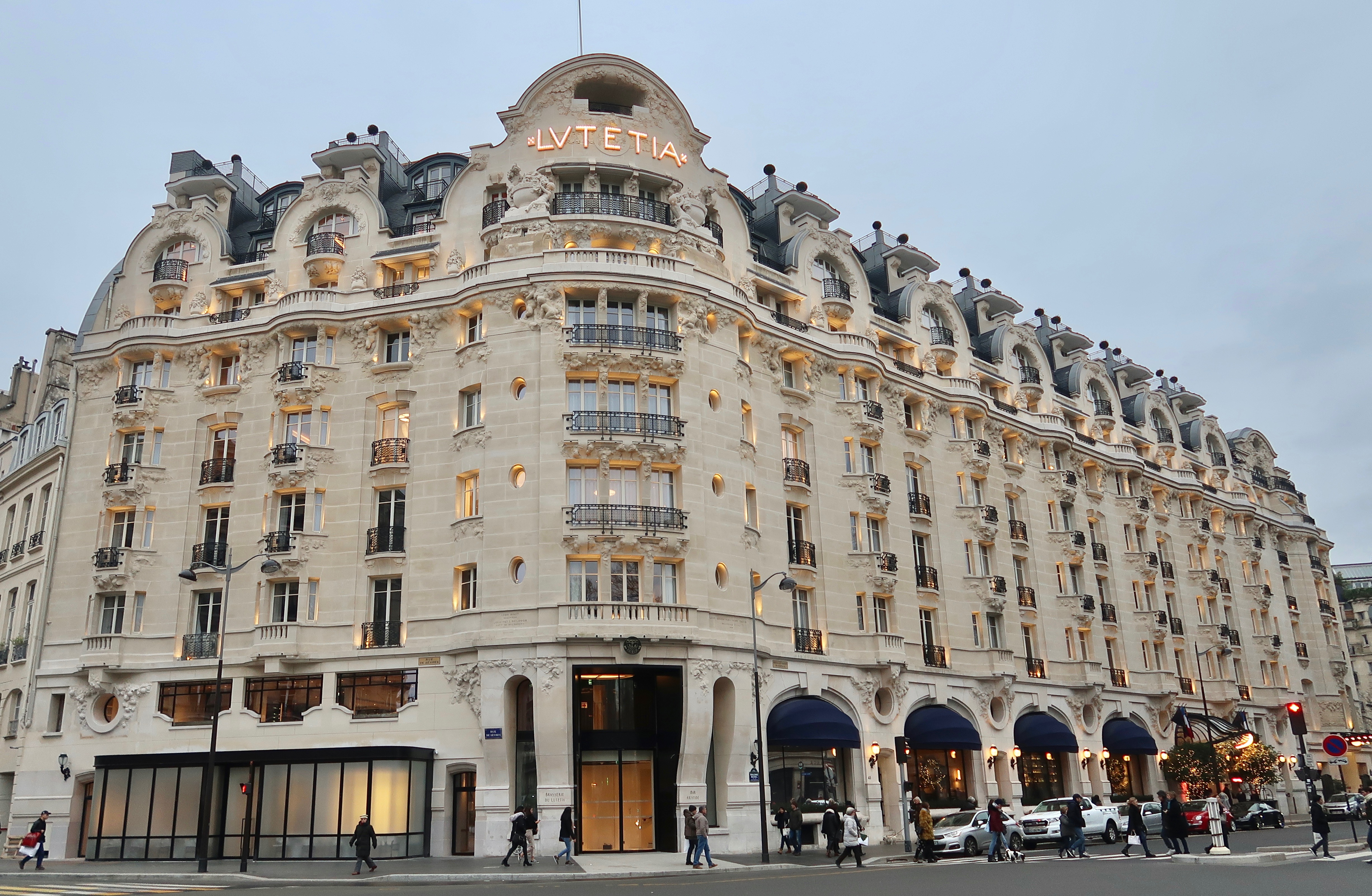

自2025年初起，文華東方酒店集團接管 巴黎卢泰西亚酒店（Hôtel Lutetia）交易完成后，巴黎卢泰西亚酒店将更名为巴黎文华东方卢泰西亚酒店（Mandarin Oriental Lutetia, Paris）

## 外部連結
- Hotel Lutetia （页面存档备份，存于） （Hotel website）
- Auction Catalogs  05/19/2014： PART1 （页面存档备份，存于） PART2 （页面存档备份，存于） BISCH （页面存档备份，存于） WINES （页面存档备份，存于）

48°51′04″N 2°19′39″E / 48.85111°N 2.32750°E
1. ↑  Sainte-Geneviève Library （页面存档备份，存于）, retrieved 1 April 2013